# Paul Jean Flandrin

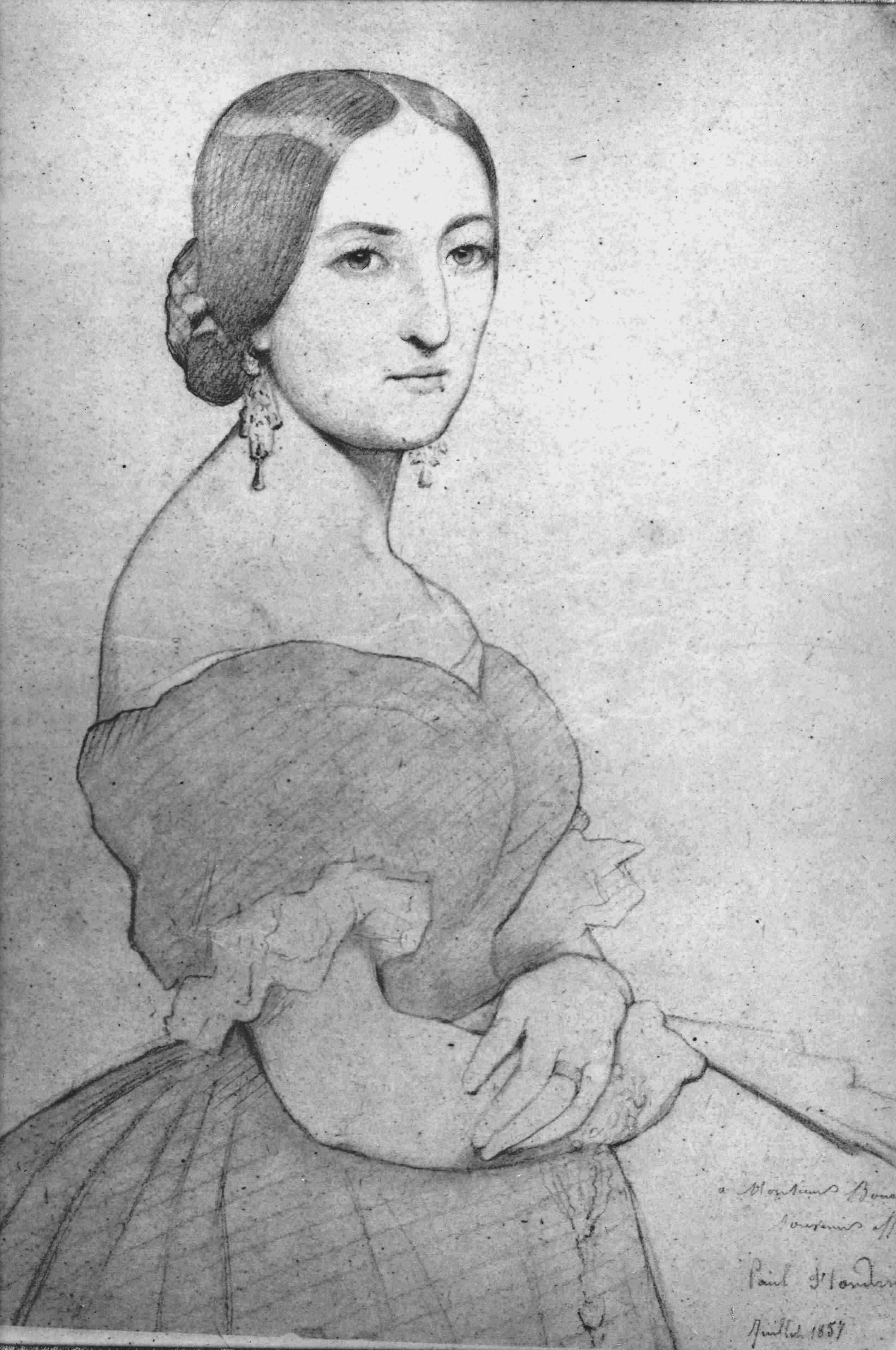
Madam Bouchotová,kresba tužkou z r.1857

Paul Jean Flandrin (28. května 1811 Lyon - 8. března 1902 Paříž) byl francouzský malíř a bratr Hyppolita Flandrina. Jeho dílo tvoří především portréty, náboženské a historizující žánry a italizující krajiny ve stylu Clauda Lorraina. Byl členem francouzského Institutu.